# Juna Koro Eszperantó-műhely
A Juna Koro Eszperantó-műhely Zalaegerszegen 1972-ben alapított nem regisztrált civil szervezet.

## Története
1972-ben elkészült a zalaegerszegi Ifjúsági és Úttörőház, amelyben eszperantó nyelvtanfolyamot szerveztek. Ugyanebben az évben a régi eszperantisták és az új diákok új eszperantó klubot alapítottak Juna Koro néven. A klub első elnöke Gaál János volt, aki jelenleg eszperantó célokért dolgozik Sárvár városában. Néhány hónappal később a klub új elnöke, Kapcsándi Ferenc lett, aki 2024-ig látta el az elnöki posztot. Az első helyi hallgatók között volt Felső Pál, aki 1966-ban a TEJO vezetésében dolgozott az Eszperantó Világkongresszus 1966 idején. Később Pécs városából szervezte a Magyar Rádió eszperantó rádióadásait. Felesége, Dr. Szabó Flóra a rotterdami Eszperantó Világszövetség főtitkára volt. Lendvay Csaba is évekig a TEJO főtitkára volt a Mexikói időszakban.

### Tevékenysége
Az eszperantó-műhely tevékenysége részletezve a honlapjukon.

## Fordítás
- Ez a szócikk részben vagy egészben  a   Juna Koro című eszperantó Wikipédia-szócikk ezen változatának fordításán alapul.  Az eredeti cikk szerkesztőit annak laptörténete sorolja fel. Ez a jelzés csupán a megfogalmazás eredetét és a szerzői jogokat jelzi, nem szolgál a cikkben szereplő információk forrásmegjelöléseként.

## Forrás
- Ódor György: Eszperantó nyelvkönyv - 2010 ISBN 978-963-08-0244-4